# Deer Creek, Illinois
Deer Creek là một làng thuộc quận Tazewell, tiểu bang Illinois, Hoa Kỳ. Năm 2010, dân số của làng này là 704 người.

## Dân số
Dân số qua các năm:
- Năm 2000: 605 người.
- Năm 2010: 704 người.